# Suchy Wierch Waksmundzki
Suchy Wierch Waksmundzki lub po prostu Suchy Wierch – porośn, reglowy szczyt o wysokości 1485 m na grzbiecie biegnącym od Gęsiej Szyi po Kopy Sołtysie. Jest najdalej na południe wysuniętym szczytem w tym grzbiecie, znajduje się pomiędzy przełęczą Przysłop Waksmundzki (1443 m) oddzielającą go od Gęsiej Szyi (1490 m) a Wyżnią Filipczańską Przełęczą (1443 m) oddzielającą go od Ostrego Wierchu (1475 m). Od południowo-zachodniej strony jego stoki opadają do Waksmundzkiej Polany, od północno-wschodniej do doliny Filipki. Spływa z nich Filipczański Potok. Od południowej strony sąsiaduje z Małą Koszystą, oddzielony od niej jest Waksmundzką Przełęczą (1418 m), na której znajduje się Rówień Waksmundzka.
Dawniej lasy na południowych stokach Suchego Wierchu były wypasane, stanowiły serwitut Hali Waksmundzkiej

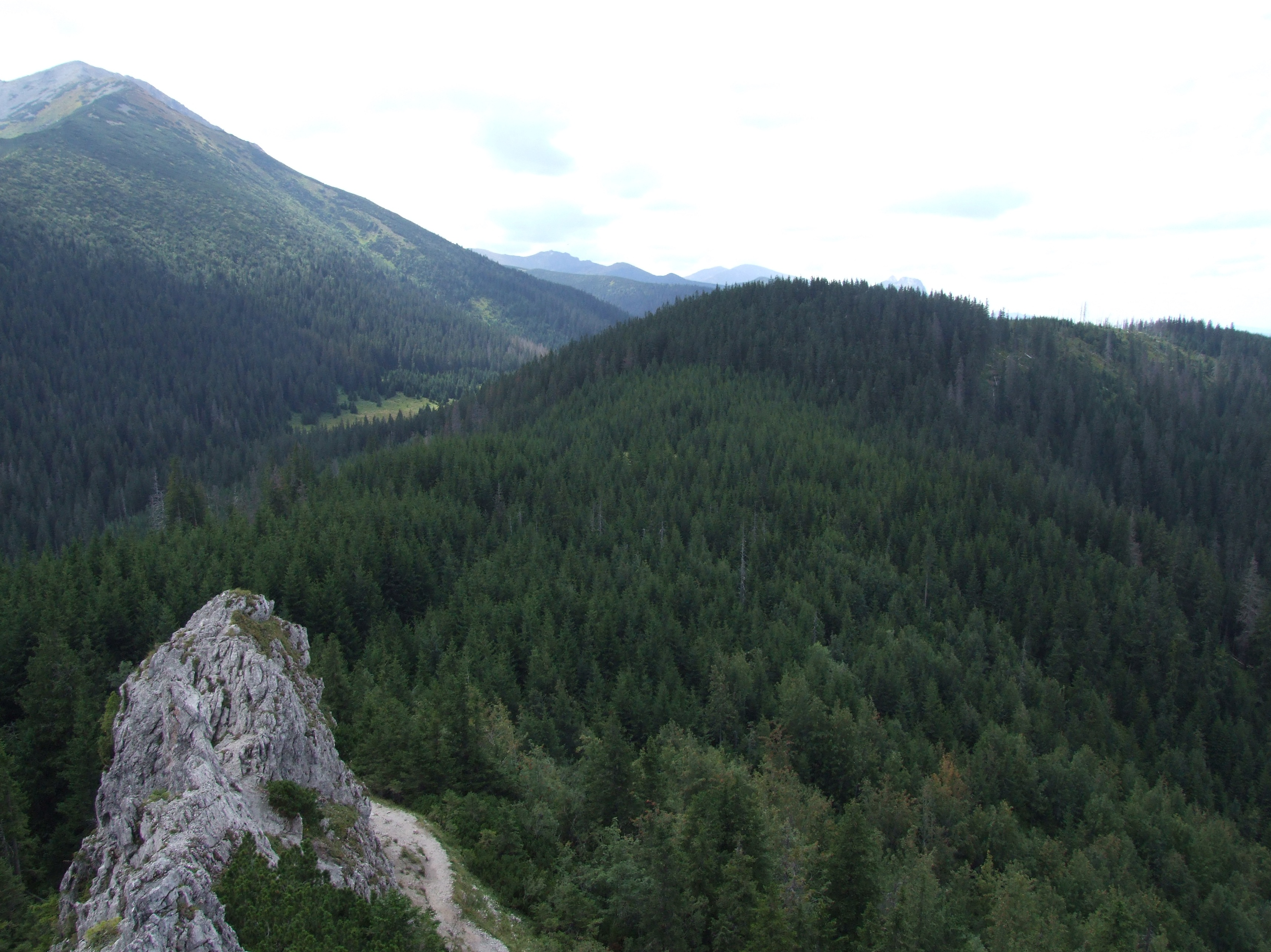
Od lewej: Mała Koszysta, Rówień Waksmundzka i Suchy Wierch Waksmundzki. Widok z Gęsiej Szyi